# Aparitors
Aparitors (en llatí Apparitores 'servidors, ordenances') va ser el nom que donaven els romans als servidors públics dels magistrats. Tenien un salari fix que cobraven de l'erari, i a més llocs propis al teatre i al circ, segurament propers al dels magistrats a qui servien, i havien de ser ciutadans romans. Eren nomenats pel magistrat, però en la pràctica quasi sempre mantenien el lloc d'un magistrat a l'altre; el càrrec podia ser venut.
Els càrrecs principals eren els escribes, els lictors, els viadors i els pregoners (scribae, lictores, viatores, i preconae). Es dividien en decúries de tipus corporatiu, que tenien el dret de posseir propietats i esclaus. El nombre de membres d'una decúria variava segons el nombre d'assistents a què tenia dret cada magistrat.